# Jevgenyij Ilgizovics Barejev
Jevgenyij Ilgizovics Barejev, oroszul: Евгений Ильгизович Бареев, (Jemanzselinszk, Cseljabinszki körzet, Szovjetunió, 1966. november 21.); szovjet-orosz-kanadai sakknagymester és sakk oktató. 2003 októberében 4. volt FIDE ranglistán 2739 élő ponttal.
Barejev tatár családban született 1966-ban. Első nemzetközi sikerét 1982-ben érte el, amikor megnyerte a 16 éven aluliak ifjúsági világbajnokságát. Barejev 1994-ben és 1996-ban is tagja volt a győztes orosz olimpiai bajnok sakk csapatnak. Karrierjének legnagyobb sikere a 2002-ben Wijk aan Zee-ben tartott Corus sakktorna megnyerése volt.
2010–2011-ben az orosz férfi sakkcsapat edzője volt. 2015 óta Kanada színeiben versenyez.